# Maladera moseri
Maladera moseri är en skalbaggsart som beskrevs av Gilbert John Arrow 1944. Maladera moseri ingår i släktet Maladera och familjen Melolonthidae. Inga underarter finns listade i Catalogue of Life.